# David Teboul
David Teboul est un réalisateur et scénariste français.

## Filmographie

### Télévision
- 1999 : Ismaïl Kadaré, coll. « Un siècle d'écrivains »
- 2002 : Yves Saint Laurent, le temps retrouvé
- 2002 : Yves Saint Laurent, 5 avenue Marceau 75116 Paris
- 2004 : Simone Veil, une histoire française
- 2005 : Bania
- 2005 : Histoire(s) d'Elle
- 2013 : Bardot, la méprise
- 2015 : La France de Christine Angot, Jean-Christophe Bailly, Marie Darrieussecq, coll. « L'Europe des écrivains »
- 2019 : Sigmund Freud, un juif sans Dieu
- 2021 : Hervé Guibert, la mort propagande[2],[3]
- 2024 : François Truffaut, le scénario de ma vie
- 2024 : Les Filles de Birkenau

### Cinéma
- 2008 : La Vie ailleurs
- 2020 : Mon amour

## Publications
- 2011 : Boris Mikhailov. J'ai déjà été ici un jour[4], Dijon, Les Presses du réel  (ISBN 978-2-84066-466-6)
- 2019 : L'Aube à Birkenau (récit recueilli de Simone Veil)
- 2022 : La Vie après Birkenau